# クロテンツキ
クロテンツキ Fimbristylis diphylloides Makino はカヤツリグサ科の植物の1つ。丸っこい小さな小穂を多数付けるもので、ヒデリコに似ている。

## 特徴
1年生の草本。茎や葉を束になって出し、全体に毛がない。茎は高さ15～40cm程で、基部には葉身のない鞘がある。鞘の色は暗褐色。葉は根出状に出て、線形で上端の部分がざらつく。葉幅は細くて幅1.5～3mm。
花期は8～10月。花序は散房状で、基部にある苞は4～8枚。苞はとても短くて葉身部は披針形で、基部は鞘状になっている。小穂は褐色で長さ約4mm、卵形で先端は鈍く尖る。小穂の鱗片は倒卵形で長さは約2mm、淡褐色で先端は鈍く尖っている。痩果は倒卵形で長さは約0.7mm、熟すると淡褐色になり、表面には格子状の紋がある。花柱は細くて扁平にはなっておらず、縁は滑らか。柱頭は2つに裂ける。
和名は小穂が黒褐色に色づくことによる。

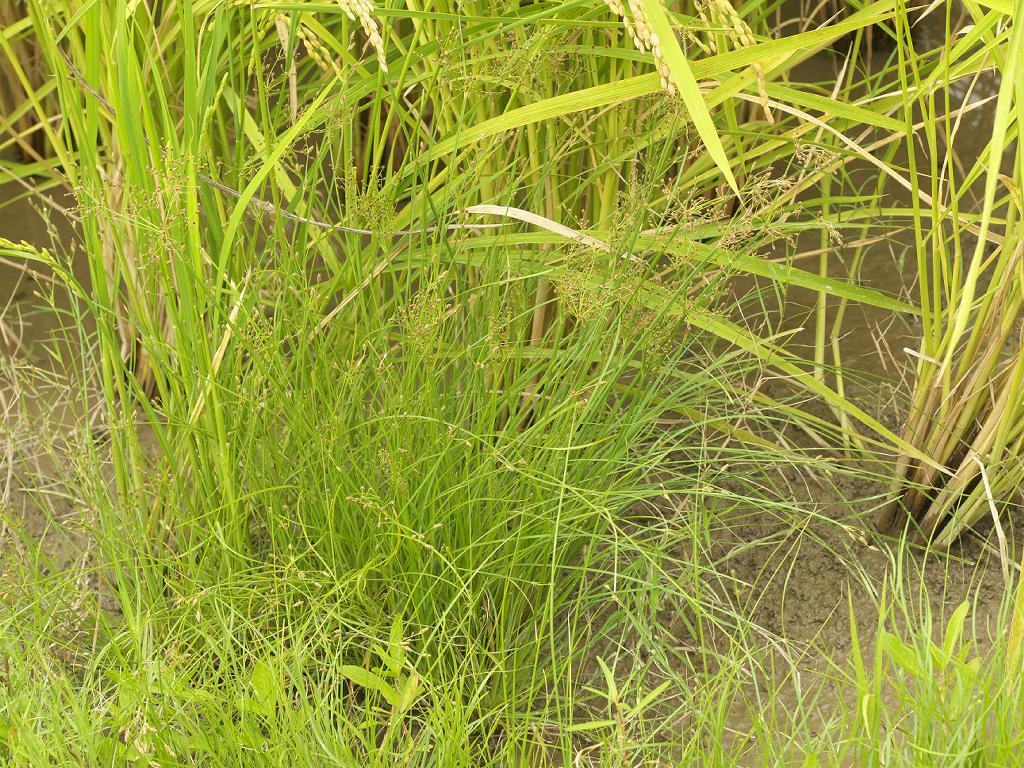
水田に生育している様子
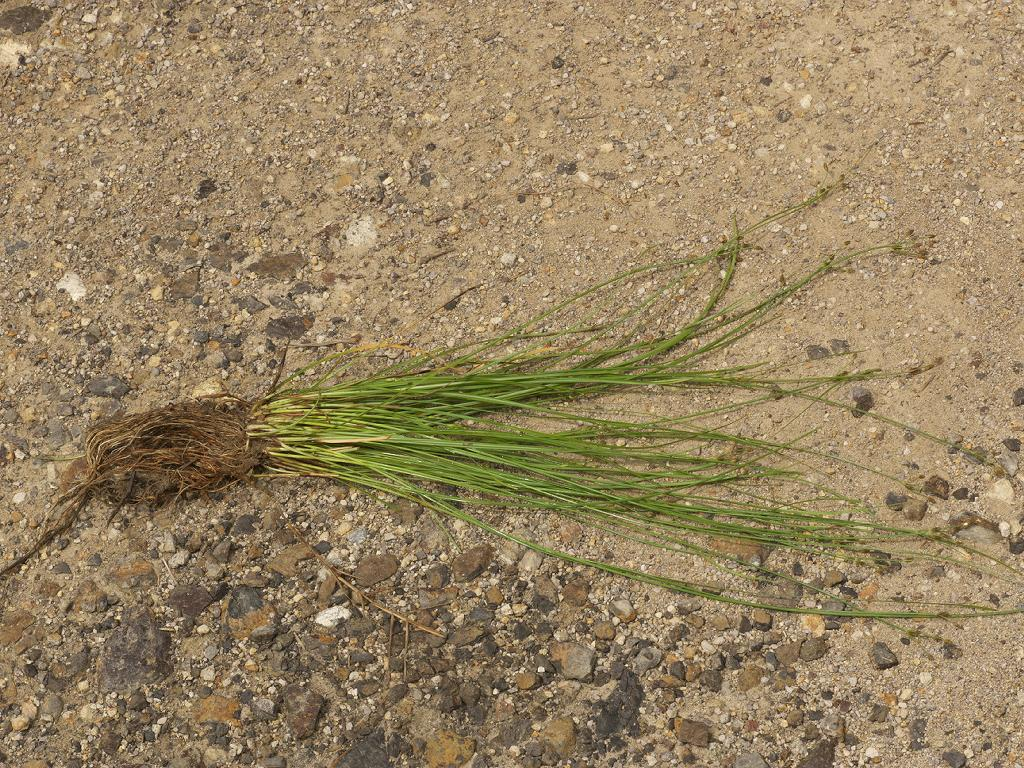
植物体全体像
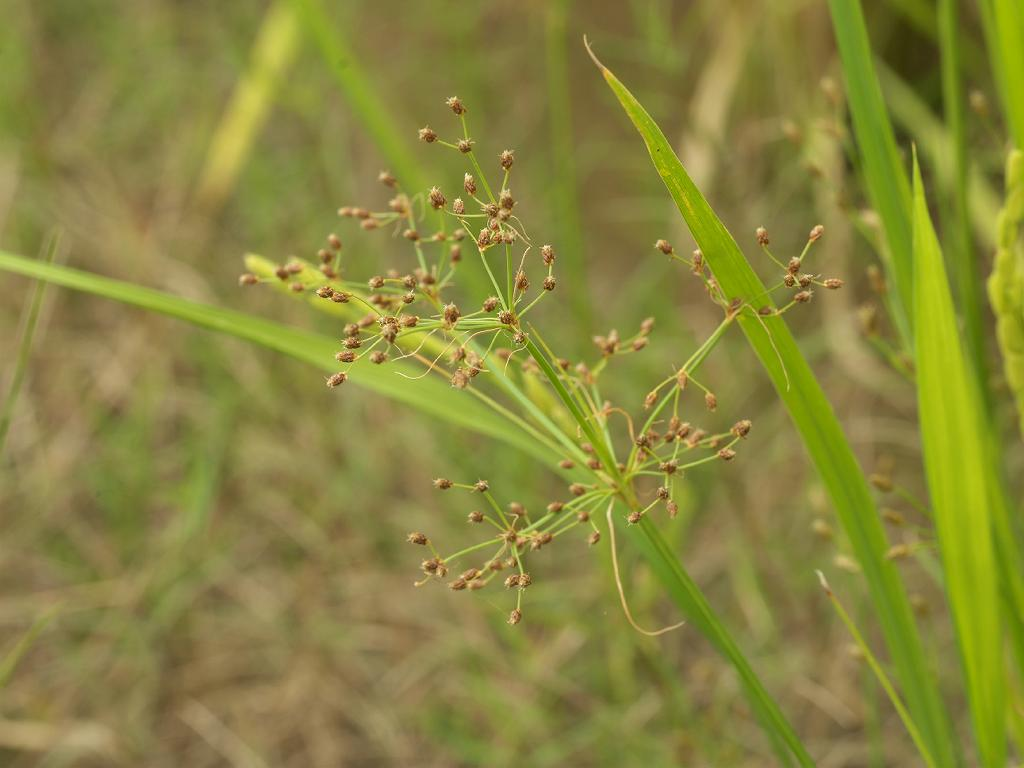
花序の拡大像
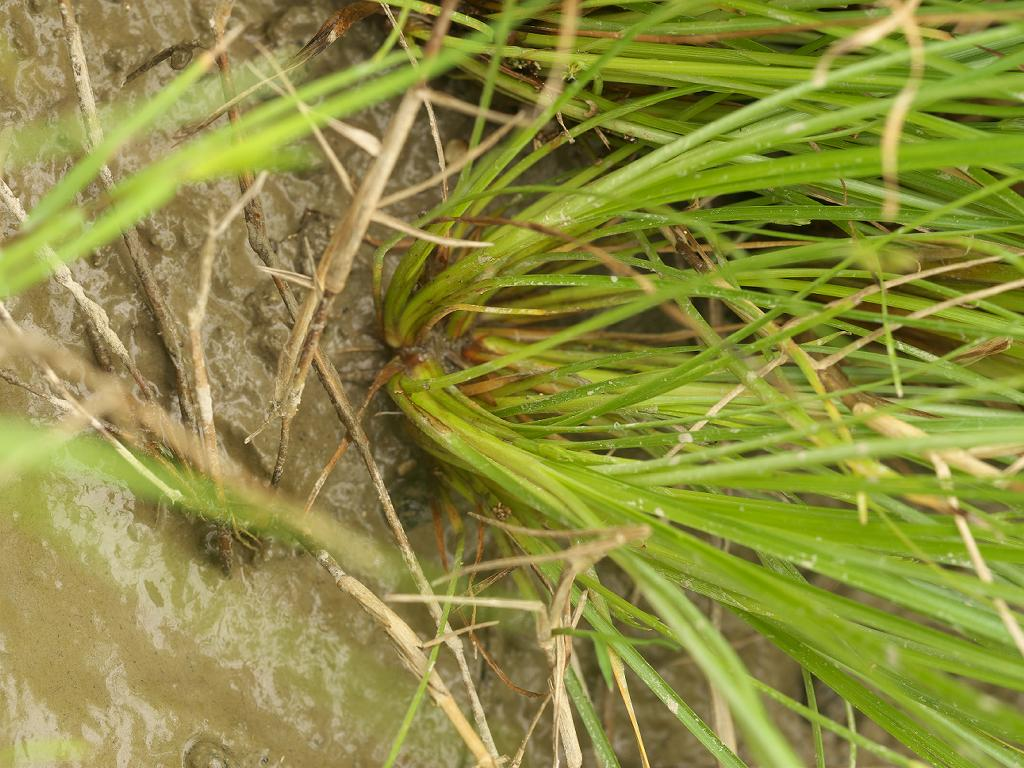
株の基部
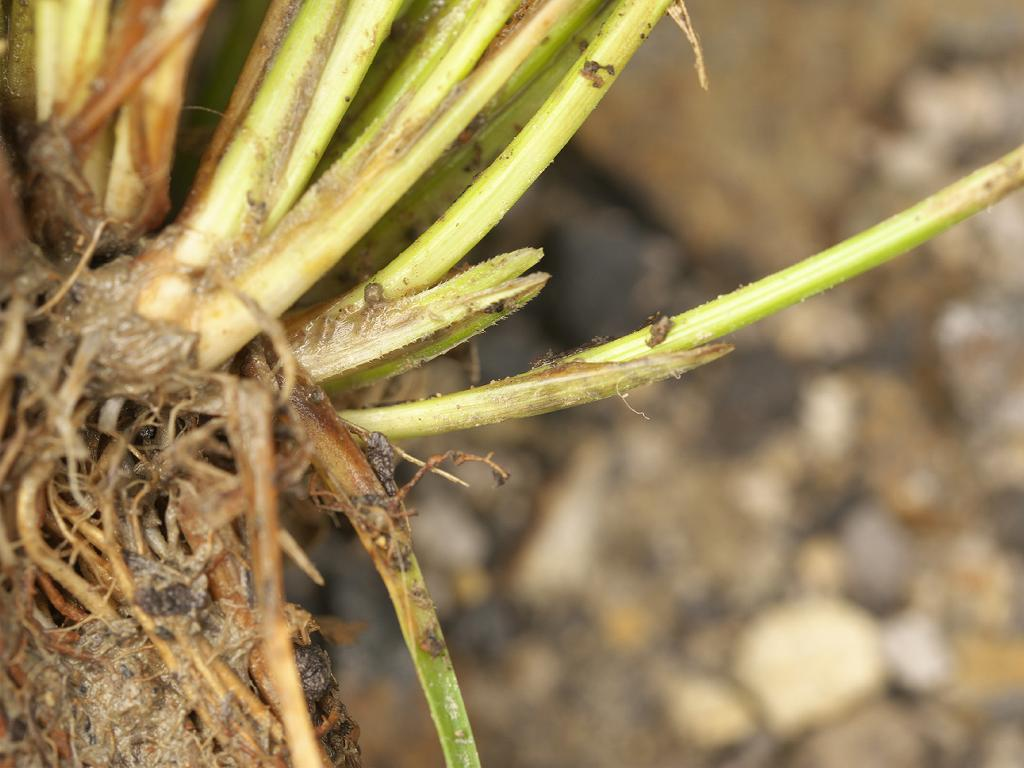
基部の鞘

## 分布と生育環境
日本では本州の新潟県、関東地方以西、四国、九州、奄美大島に知られ、国外では朝鮮半島南部、中国に分布がある。ただし牧野原著(2017)では宮城県まで分布があるとなっている。
日当たりのよい湿地に普通で、休耕田や池の周囲などでよく見られる。低地の河畔などにも見られる。

## 分類など
テンツキ属は世界に200種、日本では26種ほどが知られており、よく似たものも数多い。日本各地で普通な無印のテンツキ F. dichotoma も本種に似ているが、本種の方がやや小型で、小穂もやや細長くて大きく(長卵形で長さ5～8mm)、それに植物体に毛があることで区別できるほか、細部では花柱が扁平で縁に毛が多いことでも区別できる。他の種も小穂が本種より細長い形のものが多い。小穂の形などでもっとよく似ているのがヒデリコ F. littiralis で、ただしこの種では小穂はもう少し小さく(長さ2.5～3.5mm)、それに本種より明るい褐色をしており、また痩果には表面に浅い横紋と乳頭状突起があり、柱頭は3つに裂ける。また本種では基部に葉身の発達しない鞘があることも識別できる特徴とされている。この種も本種同様の環境でよく見られるが、この種の方が普通である。
分子系統の解析によると、本種に近縁なのはアオテンツキ F. dispsacea であり、本種とこの種と姉妹群を成すのはノハラテンツキ F. pierotii である、との結果が出ているが、アオテンツキはごく小型の1年草で丸い小穂、細長くて突起の多い痩果をつけるもので、ノハラテンツキは横に這う根茎を持つ多年草で長さ1cmを越える尖った小穂、倒卵形で淡色の痩果をつける、と形態的には共通性が多くない。
ノジテンツキ F. campylophylla は1935年にTuyama によって記載されたもので、しかしOhwi によって1944年に本種の変種の位置に置かれた。更にそれ以降の研究者はこの種を本種のシノニム(同物異名)として扱い、この種の名は取り上げられていない図鑑も多い。しかしHoriuchi(2018) は様々な標本などを検討した結果、この種を本種と異なる独立種と判断した。それによると本種との違いは雄蘂が1本(ごく希に2本)であること、痩果の先端が丸くなっていること、熟した花序枝が水平に広がり、更には下向きになりがちなこと、茎の基部にある葉身のない鞘の先端が本種より尖らず、横に切り落とした形に近くなっていること等で区別できる。また分布域はほぼ重なっており、生育環境については本種が河川氾濫原や水田の畦など日当たりのよい湿った場所に広く見られるのに対して、この種は夏から秋に湖や池の水位が下がって生じる湿った裸地に出現するという。この種については取り上げている図鑑は見ないが、YListではしっかり記録されている。

## 保護の状況
環境省のレッドデータブックでは指定が無く、都県別では秋田県と東京都で絶滅危惧I類、鹿児島県で何らかの指定がある程度。東京都では従来より生育地が少なく希であったのが開発や山間の水田の管理放棄によって更に希少になっている、という。